# Olivier Mosset
Olivier Mosset, né le 5 novembre 1944 à Berne, est un artiste plasticien suisse qui vit et travaille à Tucson (Arizona) et en Suisse.

## Biographie
Olivier Mosset s'installe à Paris en 1965. Il peint des toiles portant une ou plusieurs fois la lettre « A » qu'il expose au musée d'art moderne de la ville de Paris en 1966.
La même année, il s'associe avec Daniel Buren, Michel Parmentier et Niele Toroni et forme le groupe BMPT qui vise à déconstruire le système pictural, à atteindre le degré zéro de la peinture.
En 1971, il participe activement à la mise en place du premier moto-club 1% de Paris (qui deviendra celui des Hells Angels à partir de 1981).
En 1976 il fonde le groupe des Radical paintings avec Marcia Hafif.
En 1977, il s'installe à New York où il peint des monochromes (rouge, orange, rose, vert).
En 1994, au musée des beaux-arts de Sion, il réalise une installation de sculptures en carton (Toblerones).
En 2007, l'artiste lègue en donation sa collection personnelle au Musée de beaux-arts de La Chaux-de-Fonds. Rassemblant des œuvres d'artistes de la deuxième moitié du XXe siècle, tels que John M Armleder, Joseph Beuys, Carl Andre, Sol Lewitt, Peter Halley ou Yves Klein, elle permet également de prendre la mesure de l'univers artistique du membre fondateur de BMPT.
En 2012-2013 il réalise les décors du ballet Sous apparence de Marie-Agnès Gillot, au Palais Garnier.

## Œuvres
- Sans titre, 1970, huile sur toile, 100 × 100 cm, Musée d'art de Toulon ;
- Peinture, 1974, acrylique sur toile, 100 x 100 cm, S.D.R.H.G.: MOSSET 74, FRAC Picardie, Amiens ;
- Sans titre, 1991, triptyque, Teinture industrielle jaune, rouge et bleu sur coco, 3 x (3 x 62 x 52,5 cm), FRAC Bretagne, Rennes ;
- ZZ, Bois de bouleau lasuré noir, 62 x 268 x 240 cm, Musée régional d'art contemporain, Sérignan (Hérault) ;
- Sixteen Cardboard Toblerones, 2010, Édition, 16 pages, 40 x 30 cm, Musée régional d'art contemporain, Sérignan (Hérault) ;
- G's mission, huile sur toile, Musée de Grenoble ;

## Citations
- « C'est l'art qu'on devrait un peu oublier, justement pour que l'exposition puisse exister » - in « La question de l'exposition », L'art contemporain et son exposition II (dir. Caillet Elisabeth et Perret Catherine), L'Harmattan, Paris, 2007

## Expositions personnelles récentes (sélection)
- 2020 : Olivier Mosset, MAMCO, Genève
- 2018 : Untitled, Mamo[3], Marseille[4].
- 2013 : Olivier Mosset, Musée régional d'art contemporain, Sérignan
- 2011 : Born in Bern, Kunsthalle, Berne
- 2010 : Musée d'art contemporain de Lyon
- 2009 : "ZZ", Galerie Triple V, Dijon
- 2006 : Olivier Mosset, Estampes, Forum d'Art Contemporain (FAC), Sierre
- 2005 : Olivier Mosset, The Biennale Paintings, Caratsch de Pury & Luxembourg, Zürich
- 2005 : Olivier Mosset, Éditions, Espace d'art contemporain Les Halles, Porrentruy
- 2003 : Mosset/Clarac, La Galerie, Noisy-le-Sec
- 2003 : Musée cantonal des Beaux-Arts, Lausanne
- 1999 : Spencer Brownstone Gallery, New-York,
- 1998 : Galerie Martine et Thibault de La Châtre, Paris

## Expositions collectives (sélection)
- 2021 : New York : The Eighties ; part II (extended version), Le Consortium, Dijon[5]
- 2019 : New York : The Eighties ; part II, Le Consortium, Dijon[6]
- 2018 : MONOCHROMES. L'affaire du siècle, Musée des Beaux-arts de La Chaux-de-Fonds
- 2007 : Touché coulé. Armleder-Mosset-Müller, Musée des Beaux-arts de La Chaux-de-Fonds
- 2007 : Art en plein air - Môtiers 2007, Môtiers
- 2006 : Cinq Milliards d'Années, Palais de Tokyo, Paris
- 2006 : je NE suis. Musée des beaux-arts, Le Locle
- 2006 : 1996-2006 : 10 ans d'acquisitions, de dons et de legs, Musée cantonal des beaux-arts, Lausanne
- 2006 : 2 Step, Kunstnernes Hus, Oslo
- 2006 : Midnight Walkers, Le crédac, Ivry-sur-Seine
- 2006 : Midnight Walkers, Kunsthaus Baselland, Muttenz
- 2006 : Multiple Art und Originale, Galerie Elisabeth Staffelbach, Aarau
- 2006 : Nouvelles Collections, Kunsthaus Centre PasquArt, Biel
- 2005-2006 : Schweizer Druckgraphik, Helmhaus Zürich, Zürich
- 2005 : Naturellement abstrait. L'art contemporain dans la collection Julius Baer, Centre d'Art Contemporain Genève, Genève
- 1991 : Ursula Biemann, Olivier Mosset, Laurent Veuve, Jean Weinbaum, Fota Gallery, Alexandria (Virginie)

## Prix
- Le prix de Saint-Jean
- Le prix de Saint-George
- Le prix de Saint-Sébastien au Palais des Congrès (2005)

## Publications (sélection)
- Gabriel Umstätter, Une collection. La donation Olivier Mosset, La Chaux-de-Fonds, Musée des beaux-arts de La Chaux-de-Fonds, Silvana Editoriale, 2020  (ISBN 9788836640720)
- Sixteen Cardboard Toblerones, Paris, Three Star Books, 2010
- Olivier Mosset, Dijon, Les presses du réel, 2007 (ISBN 978-2-84066-209-9)
- Deux ou trois choses que je sais d'elle…, Écrits et entretiens, 1966-2003, Genève, Éditions du Mamco, 2005 (ISBN 978-2-940159-34-5)